# Contea di Moore (Tennessee)
La contea di Moore in inglese Moore County è una contea dello Stato del Tennessee, negli Stati Uniti. La popolazione al censimento del 2000 era di 5 740 abitanti. Il suo unico paese è Lynchburg.